# Взгляд (Росія)
«Взгляд.ру» — російське інтернет-видання, що виходить з травня 2005 року та розповсюджується безкоштовно.

## Санкції
22 вересня 2023 року, у відповідь на неспровоковане та невиправдане вторгнення Росії в Україну, видання «Взгляд», що створює і поширює дезінформацію та пропаганду, було включене до санкційного списку Канади.

## Головні редактори
- Олексій Гореславський (2005 — 2006)
- Олександр Шмельов (2007 — 2008)[3]
- Олексій Шаравський (2008 — 2018)
- Костянтин Кондрашин (з 2018 року)[4]